# 蒙莫尔
蒙莫尔（法語：Montmaur，法語發音：[mɔ̃mɔʁ] ⓘ）是法国上阿尔卑斯省的一个市镇，位于该省西部，属于加普区。

## 地理
蒙莫尔（44°34'16"N, 5°52'27"E）面积48.77 平方千米，位于法国普罗旺斯-阿尔卑斯-蓝色海岸大区上阿尔卑斯省，该省份为法国东南部内陆省份，北起萨瓦省，西北接伊泽尔省，西南接德龙省，南至上普罗旺斯阿尔卑斯省，东北部与意大利接壤。
与蒙莫尔接壤的市镇（或旧市镇、城区）包括：比埃什河畔阿斯普尔、奥兹新堡、菲尔梅耶、芒泰耶、拉罗什德萨诺、韦讷。
蒙莫尔的时区为UTC+01:00、UTC+02:00（夏令时）。

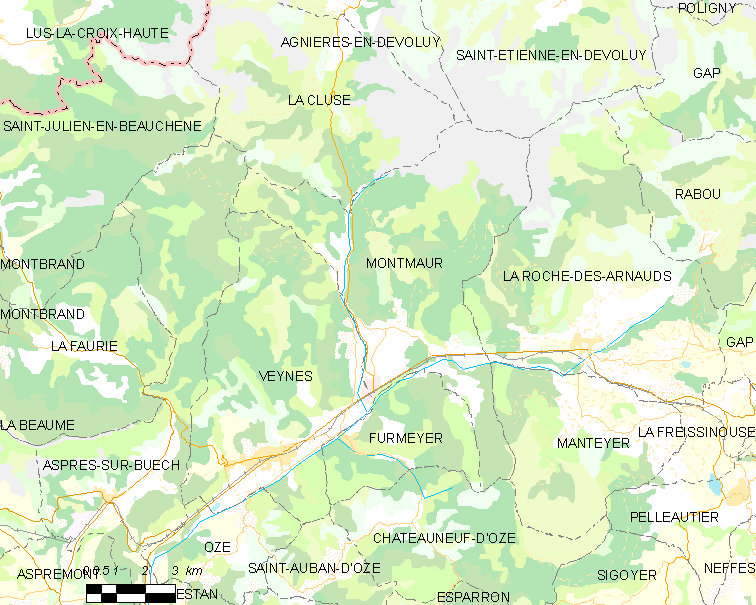
蒙莫尔的OSM定位图

## 行政
蒙莫尔的邮政编码为05400，INSEE市镇编码为05087。

## 政治
蒙莫尔所属的省级选区为韦讷县。

## 人口

1962-2008年间蒙莫尔人口变化图示

蒙莫尔于2022年1月1日时的人口数量为535人。